# Kingdom Hearts Birth by Sleep
Kingdom Hearts Birth by Sleep (japansk キングダムハーツ　バース　バイ　スリープ Kingudamu Hātsu Bāsu bai Surīpu) er et action-rollespil udviklet og udgivet af Square Enix til PlayStation Portable. Spillet er en del af Kingdom Hearts-serien og fokuserer på figurerne Terra, Ven og Aqua, som optrådte kort i Kingdom Hearts II Final Mix+. Det blev annonceret på Tokyo Game Show 2007.